# Hannelore Schroth
Hannelore Schroth (Berlino, 10 gennaio 1922 – Monaco di Baviera, 7 luglio 1987) è stata un'attrice tedesca.
Celebre per aver recitato in Il capitano di Koepenick, Emil i Lönneberga, Das Glass Wasser e in alcune pellicole di epoca nazista, è stata sposata con Peter Köster, Hans Hass e Carl Raddatz.

## Filmografia
- Dann schonlieber Lebertran (corto, 1931)
- Spiel in Sommerwind (1939)
- Il governatore (1939)
- Kitty la manicure (1939)
- Lillà bianco (1940)
- I masnadieri (1941)
- Kleine Mädchen - große Sorgen (1941)
- Uomini nella tempesta (1941)
- Sieben Jahre Glück (1942)
- Sophielund (1943)
- Liebesgeschichten (1943)
- Die schwacheStunde (1943)
- Eine Frau für drei Tage (1944)
- Seinerzeit zu meiner Zeit (1944)
- Unter der Brücken (1946)
- Das singende Haus (1947)
- Hallo - Sie haben Ihre Frau vergessen (1949)
- Lambert fühlt sich bedroht (1949)
- Derby (1949)
- Genoveffa la racchia (1949)
- Die wunderschöne Galathee (1950)
- Taxi-Kitty (1950)
- Unschuld in tausend Nöten (1951)
- Kommen Sieam Ersten (1951)
- Das unmögliche Mädchen (1951)
- Der Fürst von Pappenheim (1952)
- Tobias Knopp, Abenteuer eines Junggesellen (1953)
- Dame Kobold (Film TV, 1953)
- la figlia del reggimento (doppiaggio in tedesco, 1953)
- Wie konnte mir das nur passieren (1955)
- Vor Sonnenuntergang (1956)
- Il capitano di Koepenick (1956)
- ...wie einst Lili Marleen (1956)
- Geliebte Corinna (1956)
- Die Dreigroschenoper (Film TV, 1957)
- Die Freundin meines Mannes (1957)
- Italienreise - Liebe inbegriffen (1958)
- Der Mann, der seinen Namen änderte (Film TV, 1958)
- Der Mann, der nicht nein sagen konnte (1958)
- Das Glas Wasser (Film TV, 1958)
- Die sechste Frau (Film TV, 1959)
- Alle lieben Peter (1959)
- Zum Gebeurstag (Film TV, 1960)
- Notte d'inferno (1960)
- Himmel, Amor und Zwirn (1960)
- Zuflucht (Film TV, 1961)
- Küß mich Kätchen (Film TV, 1961)
- Aimée (Film TV, 1961)
- Ein Mädchen vom Lande (Film TV, 1961)
- Schule der Gattinnen (Film TV, 1962)
- Seit Adam und Eva (Film TV, 1962)
- Willy (Film TV, 1962)
- Die erste Lehre (Film TV, 1963)
- Dantons Tod (Film TV, 1963)
- Der Liebhaber (Film TV, 1964)
- Amburgo squadra omicidi (1964)
- Das Pferd (Film TV, 1964)
- Meine Nichte Susanne (Film TV, 1964)
- Ein Anruf für Mister Clark (Film TV, 1965)
- Mutter Courage und ihre Kinder - Eine Chronik aus dem Dreißigjährigen Krieg (Film TV, 1965)
- Herzliches Belleid (Film TV, 1966)
- Auf der Lesebühne der Literarischen Illustrierten (Serie TV, un episodio, 1966)
- Das Kriminalmuseum (Serie TV, un episodio, 1967)
- Die große Postraub (1967)
- Neapolitanische Hochseit (Film TV, 1967)
- Der Sommer der 17. Puppe (Film TV, 1968)
- Die Aufgabe (Film TV, 1968)
- Heinrich VIII, und seine Frauen (Film TV, 1968)
- Freddy Quinn in Mexiko - Eine musikalische Reise (Film TV, 1968)
- Alle Hunde liebe Theobald (Serie TV, un episodio, 1969)
- Das Foto (Film TV, 1969)
- Auftrag: Mord!(Film TV, 1970)
- Das Loch zur Welt (1970)
- Drei mal Hoffnung (Film TV, 1971)
- Wir hau'n den Hauswirt in die Pfanne (1971)
- Emil i Lönneberga (Serie TV, sette episodi, 1971-1974)
- Bomber &Paganini (1976)
- Eine Dummheit macht auch der Gescheiteste (Film TV, 1978)
- Zwischengleis (1978)
- Lucky Star (1979)
- Kein Geld für einen Toten (Film TV, 1981)
- Chefetage - Kleine Geschichten mit großen Tieren (Film TV, 1981)
- Polizeiinspektion 1 (Serie TV, due episodi, 1979-1981)
- Erinnerung - Sicaron (Film TV, 1982)
- Das Hausschaf(Film TV, 1982)
- Sicaron (Film TV, 1982)
- Tatort (Serie TV, un episodio, 1983)
- Engel auf Rädern (Serie TV, un episodio, 1983)
- Friedliche Tage (1984)
- Revolution im Ballsaal (Film TV, 1984)
- L'ispettore Derrick
  - Il testimone Yurowski (1980)
  - Una difficile eredità (1984)
- Aida Wendelstein (Film TV, 1984)
- Fridolin (Film TV, 1985)
- Wann, wenn nicht jetzt (Film TV, 1987)
- Herz mit Löffel (1987)
- L'heure Simenon (Serie TV, un episodio, 1987)
- Fridolins Heimkehr (Film TV, 1987)